# سن-آمبل، کبک
سن-آمبل (به فرانسوی: Saint-Amable) شهری در منطقه شهری مارگریت-دیوویل ناحیه مونترژی در استان کبک کانادا است. در سرشماری سال ۲۰۱۱ این شهر ۸٬۱۳۵ نفر جمعیت داشته‌است و مساحت آن ۳۸٫۰۴ کیلومتر مربع است.